# 羽津村
羽津村（はづむら）は三重県三重郡にあった村。現在の四日市市中心部の北東、近鉄名古屋線・霞ヶ浦駅の周辺にあたる。

## 地理
- 河川：海蔵川、米洗川

## 歴史
- 1889年（明治22年）4月1日 - 町村制の施行により、朝明郡八幡村・羽津村・吉沢村・別名村と鵤村の北部区域をもって羽津村が発足する。5村は以前より羽津村1村として扱われることもあった。
- 1896年（明治29年）4月1日 - 所属郡が三重郡に変更される。
- 1941年（昭和16年）2月11日 - 四日市市に編入。同日羽津村廃止。合併条件として区制度廃止と羽津山など10カ町住所への変更と土木委員会と学校委員会の存続。[注釈 1]四日市市羽津地区になる。

## 羽津用水
羽津村の有力家系に森家（医者家系・神主家系）・久志本家（久志本組会社組織の建設会社の実業家家系）と羽津用水を創設した農業家系の荒木家がある。朝明川付近の水害被害から逃れた北鵤村落の住民は大矢知用水路付近の今村村落の住民であった。水流障害の地形の農業に不向きな条件地域の大矢知村の今村村落の村民であった。今村地域の住民が水害から避難移住して北鵤村落の共同体となった。水流障害の地形の干ばつの被害者になった北鵤のインフラの農業用水路の必要性から荒木十兵衛が江戸時代の桑名藩支配地として水路の建設事業を実施している。

## 交通

### 鉄道路線
- 参宮急行電鉄（現・近畿日本鉄道）
  - 名古屋線
    - 羽津駅（現・霞ヶ浦駅） - 霞ヶ浦駅（1943年廃止）

村域を鉄道省の関西本線が通過したが、駅は所在しなかった。

### 道路
- 国道1号（現在も国道1号）